# 99作训鞋
99作训鞋是中国人民解放军正在使用的军事训练用鞋，由总政后勤军需装备研究所研制，是解放鞋的替代品，2002年之后正式投入使用。

## 特色
与解放鞋相比，99作训鞋加厚了鞋底，增加了防滑底纹，增强了抓地力，更轻便。鞋面和鞋里使用新型材料，改善了透气性，可以防止脚臭。不防水，但是鞋面非常容易晒干。
鞋型设计吸收了旅游鞋、运动鞋的特点，增强了对脚踝和脚背的保护功能。与解放鞋相比，99式作训鞋的抗菌防臭性也改进了很多，适合部队高强度作战训练穿用。据部队战士反映，这种鞋特别轻便，加厚的鞋底比老式解放鞋好了很多，抓地力极强。尽管99作训鞋不防水，但鞋面非常容易晒干。不过，这种军鞋有个大缺点，就是鞋腰太浅了。高腰的比低腰的穿着更舒适。好在需要时还可以打军用绑腿，最大限度减轻因腿部肌肉绷紧，血液回流造成的疲劳。

## 款式
99作训鞋分为低鞋腰和高鞋腰两种款式。